# Luise Straus-Ernst
Pour les articles homonymes, voir Straus et Ernst.
Luise Straus-Ernst, née Luise Straus le 2 décembre 1893 à Cologne et morte en juillet 1944 à Auschwitz, est une historienne de l'art et journaliste allemande.

## Biographie
Son père, Jakob Straus est le directeur de Löwenstern, une usine de chapeau et grossiste des biens de mode. Après son diplôme du secondaire, elle entre à l'université pour étudier l'histoire de l'art, l'archéologie et l'histoire. En 1915, elle part étudier un an à Berlin.
En 1917, elle devient la première doctorante en histoire de l'art de l'Université rhénane Frédéric-Guillaume de Bonn. Sa thèse de doctorat s'intitule Zur Entwicklung des zeichnerischen Stils in der Cölner Goldschmiedekunst des XII. Jahrhunderts (De l'évolution du style graphique dans l'Orfèvrerie de Cologne au XIIe siècle) et écrite sous l'égide de l'historien de l'art Paul Clemen. Deux ans plus tard, elle prend provisoirement la direction du musée Wallraf-Richartz à Cologne. Là, elle organise une exposition sur la représentation picturale de la guerre entre le XVe et le XVIIIe siècle.
Journaliste pour des revues d'art, elle publie son premier article sur Albrecht Dürer et aide à la formation du mouvement Dada. Après s'être séparée de Max Ernst en 1921, elle tente plusieurs petits jobs tel que secrétaire, critique d'art pour des magazines ou conférencière dans des musées. Grâce à sa place privilégiées, elle noue des relations amicales avec les compositeurs Kurt Weill et Hanns Eisler ainsi qu'avec le dramaturge Bertolt Brecht mais aussi le futur chancelier allemand, Konrad Adenauer (alors maire de Cologne).
Juive, elle subit une descente des Schutzstaffel chez elle au milieu de la nuit, ce qui l'amène à s’exiler en mai 1933 pour Paris. Là, elle donne des cours de langue et publie des articles dans la presse d'exil de langue allemande. Entre le 31 décembre 1934 et le 6 février 1935, Luise Straus publie sous forme de roman-feuilleton « Zauberkreis Paris » dans le magazine Pariser Tageblatt.
En 1940, après la déclaration de guerre, Luise Straus est internée dans le camp de Gurs en tant que ressortissante allemande. Après sa libération, elle tente d'émigrer aux États-Unis avec l'aide de son fils mais sans succès et finit par s'installer à Manosque chez son ami, Jean Giono. Le 29 avril 1944, elle est arrêtée à l'hôtel du Nord de Manosque, internée au camp de Drancy puis déportée dans le convoi 76 du 30 juin 1944 vers Auschwitz où elle est assassinée.
Pendant son exil, elle pose par écrit ses mémoires.

## Vie privée
Elle rencontre Max Ernst en 1913 à l'université et sous la pression de sa famille à elle, ils se marient en 1918. Leur fils Hans-Ulrich, surnommé Jimmy, naît le 24 juin 1920. Le couple divorce finalement en 1926.
En 1938, elle réussit à envoyer son fils aux États-Unis pour le protéger de la menace nazie.

## Hommage
- En 2010, une exposition lui est consacrée au musée Max Ernst (de) à Brühl[1].

- En 2016, une compilation de ses articles est éditée par la maison Greven Verlag en Allemagne[4].
- Un Stolpersteine est apposée devant le numéro 27 de la Emmastrasse à Cologne qui fut sa résidence[3].
- Une rue porte son nom à Manosque (04100), en hommage à son séjour.